# Rob Harmeling

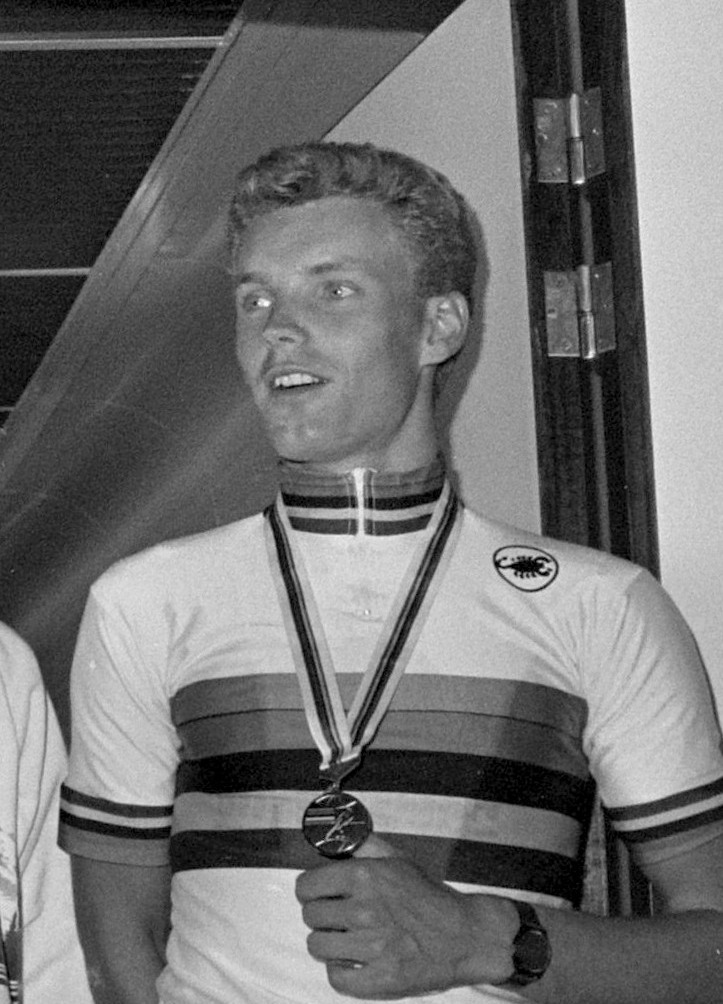
Rob Harmeling (1986)

Lodewijk Johannes Harmeling, genannt „Rob“,  (* 4. Dezember 1964 in Hellendoorn) ist ein ehemaliger niederländischer Radrennfahrer.
Bei den Amateuren wurde Harmeling 1986 Weltmeister mit John Talen, Tom Cordes und Gerrit de Vries im Mannschaftszeitfahren über 100 Kilometer. Dieser WM-Sieg war ungewöhnlich, da Harmeling hatte abreißen lassen müssen und die Mannschaft nur mit den erforderlichen drei Fahrern ins Ziel gekommen war. 1988 gewann er eine Etappe der Friedensfahrt und drei Etappen der Griechenland-Rundfahrt. Im selben Jahr nahm er auch an den Olympischen Spielen teil und wurde im olympischen Straßenrennen 38.
1989 wechselte Harmeling zu den Profis beim Radsportteam Histor-Sigma aus Belgien. 1991 erhielt er bei der niederländischen Radsportmannschaft TVM einen Vertrag und fuhr bis Oktober 1995 für diese Mannschaft. 1991, 1992 und 1994 startete er bei der Tour de France. 1991 wurde er 158. und somit Letzter (Lanterne Rouge), 1992 gewann er die dritte Etappe, musste aber in der 16. Etappe nach La Bourboule entkräftet aufgeben. 1994 wurde er in der 14. Etappe disqualifiziert, weil er sich an ein Auto angehängt haben soll.
1995, während der Murcia-Rundfahrt, hatte Harmeling einen schweren Unfall, der ihn diese Saison aufhielt. 1996 startete er noch als Amateur, konnte aber nicht mehr seine alte Leistung erreichen und beendete seine aktive Radsportlaufbahn.
Seit 2023 ist er sportlicher Leiter im Team TDT-Unibet.

## Erfolge
1986
- Gesamtwertung Flèche du Sud
- Weltmeister Mannschaftszeitfahren

1988
- eine Etappe Friedensfahrt
- drei Etappen Griechenland-Rundfahrt

1991
- zwei Etappen Niederlande-Rundfahrt
- eine Etappe Tour de France